# Fuck You!!! And Loving It: A Retrospective
Fuck You!!! And Loving It: A Retrospective è un album raccolta di Wendy O. Williams, ex cantante dei Plasmatics, pubblicato nel 1988.
Il disco, ristampato nel 2003 e nel 2006, contiene alcune canzoni tratte dai passati album dell'artista e rarità mai pubblicate in precedenza.

## Tracce
1. Tight Black Pants (rehearsal segment/Tribeca Loft 1977)
2. Tight Black Pants (live 1981)
3. Butcher Baby
4. Sex Junkie (live 1981)
5. Pig Is a Pig
6. It's My Life
7. Hoy Hey (Live to Rock)
8. Goin' Wild
9. You're a Zombie
10. Propagators
11. Know W'am Sayin'

## Formazione
- Wendy O. Williams - voce
- Wes Beech - chitarra
- Michael Ray - chitarra
- Reginald Van Helsing - basso
- T. C. Tolliver - batteria
- Chris Romanelli - basso, tastiere
- Ray Callahan - batteria
- Richie Stotts - chitarra
- Chosei Funahara - basso
- Jean Beauvoir - basso, tastiere
- Greg Smith - basso
- Stu Deutsch - batteria
- Neal Smith - batteria
- Tony Petri - batteria
- Joey Reese - batteria